# The Battle of Hearts
The Battle of Hearts (o A Battle of Hearts) è un film muto del 1916 diretto da Oscar Apfel.

## Trama
In un villaggio sulla costa, Maida Rhodes è amata da Martin Cane, proprietario di una flottiglia di barche da pesca. Ma lei gli preferisce Jo Sprague, il figlio del guardiano del faro. Quando Martin perde le sue barche, deve ricominciare tutto da capo. Intanto Jo, che si è unito a una banda di contrabbandieri, convince il padre a spegnere il faro per agevolare un raid del trafficanti. Al buio, la barca dove si trova Maida finisce per schiantarsi: Martin non solo cattura i contrabbandieri, ma riesce anche a salvare la ragazza la quale, finalmente, si rende conto di amarlo.

## Produzione
Il film fu prodotto dalla Fox Film Corporation.

## Distribuzione
Distribuito dalla Fox Film Corporation, il film - presentato da William Fox - uscì nelle sale cinematografiche statunitensi il 21 maggio 1916.
Non si conoscono copie ancora esistenti della pellicola che viene considerata presumibilmente perduta.